# Faith Ford
Faith Ford, född 14 september 1964 i Alexandria i Louisiana, är en amerikansk skådespelare. 
Ford är mest känd för sina roller som Corky Sherwood i Murphy Brown och Faith i Hope & Faith tillsammans med Kelly Ripa. Ford har också gjort ett antal andra roller i TV-serier och filmer.

## Filmografi i urval
- 1988–1998 – Murphy Brown (TV-serie)
- 1994 – Snacka om rackartyg
- 1999–2001 – Norm show (TV-serie)
- 2003–2006 – Hope & Faith (TV-serie)
- 2005 – The Pacifier